# Црква Светог Василија Острошког у Мишљену
Црква Светог Василија Острошког у Мишљену је храм Српске православне цркве који припада Епархији захумско-херцеговачкој и приморској. Налази се у Мишљену, Љубиње, Република Српска, Босна и Херцеговина. Датум изградње није познат, али се претпоставља да потиче из доба Немањића. Према неким изворима, у старој цркви је служио јеромонах Свети Василије Острошки око 1660. године. Црква је проширена 1900. године добивши садашњи изглед. Озидана је од камена и прекривена плочом и звоником на преслицу и једним звоном. Око цркве се налазе гробље и некропола од 43 мрамора.

## Степен заштите
Црква се налази на Привременој листи националних споменика Босне и Херцеговине.